# Вашкут
Вашкут (мађ. Vaskút) је село у Мађарској, јужном делу државе. Село управо припада Бајском срезу Бач-Кишкунске жупаније, са седиштем у Кечкемету.

## Природне одлике
Насеље Вашкут налази у крајње јужном делу Мађарске, близу државне границе са Србијом. Најближи већи град је Баја.
Историјски гледано, село припада крајње северном делу Бачке, који је остало у оквирима Мађарске (тзв. „Бајски троугао”). Подручје око насеља је равничарско (Панонска низија), приближне надморске висине око 100 m. Западно од насеља је област Подунавља.

## Историја
По Ивану Иванићу старији назив места је био „Башкут”. Налази се на путу између Сомбора и Баје.
Село Вашкут је 1818. године имало 2977 католика, 14 православаца, 2 реформата и 12 Јевреја. А 1905. године ту живи само један брачни пар православаца, док је само место парохијска филијала.
Др Атанасије Влаховић, један од најспремнијих српских православних свештеника, прешао је у католицизам. Као парох у Старом Бечеју, идејно се спорио са владиком бачким Гедеоном Петровићем и митрополитом Стратимировићем. Залагао се да православни епископи треба да се жене, због чега је био отеран под стражом и затворен у манастиру Ковиљу. Одатле је 1832. године побегао ноћу и отишао у Калочу где је прешао у католицизам. Примио је њихов калуђерски чин и прво био римокатолички капелан у Вашкуту.
У месту се 31. августа 1866. године појавила болест колера, од које је до 4. септембра оболело 17 особа. Од тога је убрзо осам умрло.

## Становништво
Према подацима из 2013. године Вашкут је имао 3.371 становника. Последњих година број становника опада.
Претежно становништво у насељу су Мађари римокатоличке вероисповести. У малом броју су присутни и Буњевци.